# SN 1999gh
SN 1999gh – supernowa typu Ia odkryta 11 listopada 1999 roku w galaktyce NGC 2986. Jej maksymalna jasność wynosiła 14,46m.